# احمد بیک گرجی
احمد بیک گرجی متخلص به اختر از شعرای فارسی سرای گرجی ایران در دوره‌های زندیه و قاجاریه است.

## زندگی
احمد بیک فرزند فرامرز بیک در شیراز رشد و نمو یافت. پدرش از کارگزاران دولت زند بود و خودش نیز در زمان لطفعلی‌خان زند به مناصب ارجمندی رسید. وی در عراق و خراسان سیاحت نمود و با شعرایی چون قضایی و جلالی نیز مراودت داشته‌است؛ که دربارهٔ او نوشته‌اند: «الحق مردی به‌غایت با تمکین و وقار و در تمیز اشعار نهایت دقت را به کار می‌برد، خط شکسته را خوب می‌نوشت…» در اوایل دولت قاجاریه بنا بر تهمتی که به وی زدند به خراسان گریخت و مدتی در آن سامان متواری بود تا اینکه در زمان سلطنت فتحعلی شاه قصیدهٔ متینی در وصف وی سرود و به وساطت سلیمان خان به دربار او راه یافت و شعر خود را برای شاه خواند… فتحعلی شاه وی را ستود و گفت: «قصیدهٔ تو بکر و تازه است و لهذا در خور انعام بی‌اندازه، خودت را به خودت بخشیدم…» وی مدتی در خدمت سلیمان خان بود تا اینکه در عالم مستی سخن ناشایستی از او شنیده شد، سلیمان خان نیز زبان وی را برید، گرچه در محاورهٔ وی چندان نقصانی ایجاد نشد. او تذکره‌ای در احوال معاصرین خود می‌نوشت، اما موفق به اتمام آن نشد و به سال ۱۲۳۲ هجری در اصفهان درگذشت و برادرش محمدباقر بیک متخلص به نشاطی کار وی را دنبال کرد ولی او نیز موفق به اتمام تذکره نشد و کار آنها را محمد فاضل خان گروسی دنبال نمود و تذکره‌ای را که اختر آن را انجمن آرا نام نهاده بود به انجمن خاقان و به نام خود مسمی نمود. «باری مولانا اختر در همه اقسام شعر استاد و اشعارش محل اعتماد و استناد است. مضامین بکر و دلنشین در قطعه و رباعی دارد…»

## اشعار
از اشعار اوست:
| ۱* چرخم افکنده به چنبر چه کنم |  | آه از این چرخ ستمگر چه کنم |
| ۴ روز عیشم فلک مینایی         |  | خون دل کرده به ساغر چه کنم |
| ۶ مرغ گلزارم و گمراهی بخت     |  | سوی دامم شده رهبر چه کنم   |
| ۱۰ زرد شد چهره‌ام و مانده تهی  |  | ساغرم از می احمر چه کنم    |
| ۱۱ چند گویی که صبوری اولی     |  | طاقتم نیست برادر چه کنم    |
| ۱۵ آنکه او سر به ثریا می‌سود   |  | گشته با خاک برابر چه کنم   |
| ۱۶ آنکه او لایق افسار نبود    |  | شاهوارش به سر افسر چه کنم  |
| ۲۴ ساقیا ساغر و پیمانه بیار   |  | وصف دارا و سکندر چه کنم    |
| ۲۵ مطربا از می و میخانه بگوی  |  | قصه طغرل و سنجر چه کنم     |

| ۱* ای به هوای رخت رسته گل از خارها      |  | داده گل عارضت رونق گلزارها     |
| ۲ وه که دگر باره‌ام سوی کسی می‌کشد        |  | دل که ز پهلوی او دیده‌ام آزارها |
| ۳ حسرت نظاره‌ای در دل مرغ قفس            |  | خرمن گل ریخته بر سر بازارها    |
| ۴ بهر رمیدن ز دام، این همه افغان ز چیست |  | می‌بری ای مرغ دل، عرض گرفتارها  |
| ۵ سختی دوران بسی دیده‌ام اما همان        |  | هجر تو دشوارتر از همه دشوارها  |

| گفتم نگه تو دل ز من برد |  | گفتا به تو کی نگاه کردم |
| گفتم سگ خود شمردیم دوش  |  | خندید که اشتباه کردم    |

در وصف شهر یزد:
| ۱* باغ ارم کنایه ز عشرت سرای یزد     |  | خلد برین نمونه نزهت فضای یزد       |
| ۲ سرچشمه حیات و دم عیسوی که هست      |  | گر طالبی به جوی در آب و هوای یزد   |
| ۳ آن سرمه‌ای که روشن از آن چشم صفاهان |  | صاحب نظر نیافته جز خاکپای یزد      |
| ۸ خاقانی ار به مدح صفاهان زبان گشود  |  | مدحت نگار گشته من اختر برای یزد    |
| ۹ گر او هزار اشرفی اندر صلت گرفت     |  | تحسین یکی بس آیت مرا از اغنیای یزد |